# Guillermo Contreras
Guillermo Contreras (* in Orizaba, Veracruz;  † 2006) war ein mexikanischer Fußballspieler auf der Position eines Torwarts.

## Leben
Contreras stand bei Einführung der mexikanischen Profiliga zur Saison 1943/44 bei der Asociación Deportiva Orizabeña (A.D.O.) unter Verttag, für die er auch noch in der folgenden Saison 1944/45 das Tor hütete.
Zur Saison 1945/46 wechselte Contreras zum Puebla FC, bei dem er mindestens bis zur Saison 1948/49 unter Vertrag stand.